# Спасов, Любен
Любен Димитров Спасов (болг. Любен Димитров Спасов; 23 марта 1943, София — 5 июля 2023) — болгарский шахматист, гроссмейстер (1976). Инженер.
Чемпион Болгарии среди юношей (1959 и 1960). Лучшие результаты в чемпионатах Болгарии: 1965 и 1973 — 3-е место. В составе команды Болгарии участник Олимпиад 1974, 1978 и 1980.
Лучшие результаты в международных турнирах: Приморско (1972) — 1-е; Албена (1975) — 1-2-е; Приштина (1975) — 1—2-е; Перник (1976) — 1-е; Гамбург (1977) — 1-е; Стара-Загора (1977) — 1-3-е; Кикинда (1978) — 1-е; Поляница-Здруй (1980) — 2-4-е; Пампорово (1981) — 1-3-е; Врнячка-Баня (1984) и Никея (1985) — 3-5-е места.

## Изменения рейтинга
| Графики недоступны из-за технических проблем. См. информацию на Фабрикаторе и на mediawiki.org. |